# Masarna Speedway
Masarna Avesta – żużlowy klub z Avesty (środkowo-południowa Szwecja) występujący w Elitserien. Został założony w 1937 roku. W 1999 zadebiutował w Elitserien i od razu zdobył pierwszy medal drużynowych mistrzostw Szwecji (srebro). W 2000 oraz 2020 został mistrzem Szwecji.
W latach 1999–2006 w klubie jeździł jeden z najbardziej utytułowanych zawodników w historii dyscypliny – Tony Rickardsson.

## Osiągnięcia
- Drużynowe Mistrzostwa Szwecji:
  - złoto: 2 (2000 i 2020)
  - srebro: 3 (1999, 2001 i 2004)
  - brąz: 3 (2002, 2003 i 2017)

## Kadra drużyny
Stan na marzec 2022 r.
- Krzysztof Buczkowski
- Adrian Gała
- Francis Gusts
- Philip Hellström-Bängs
- Antonio Lindbäck
- Aleks Lundquist
- Emil Millberg
- Przemysław Pawlicki
- Rohan Tungate